# تريادة الرياشية

تعديل مصدري - تعديل

تريادة هي إحدى قرى عزلة ثمن الرياشية بمديرية الرياشية التابعة لمحافظة البيضاء، بلغ تعداد سكانها 434 نسمة حسب تعداد اليمن لعام 2004م.

## القرى المجاورة
توجد العديد من القرى المجاورة لقرية تريادة الرياشية، كقرية نجر، قرية طلب، قرية قراظة، قرية المسرب.

## التضاريس
تتميز قرية تريادة الرياشية بارتفاعها الشاهق وشكلها الإسطواني والذي عادةً ما يشبه بالسفينة.

## مناطقها
القرية، الزيلة، القدوم.

## المستشفيات
يقع مستشفى تريادة الرياشية على مدخل تريادة ويقدم الكثير من الخدمات لأهالي المنطقة.

## عقلاءها
عبده الأحوس خلفًا لـ أحمد ناصر الأحوس (رحمه الله)، محمد القرمي (رحمه الله) ، أحمد صالح القصيلي، محمد الدودحي رحمه الله.

## المساجد
يوجد هناك المسجد الكبير الذي يقع في القرية، وأيضاً يتواجد مسجد صغير لأهالي الزيلة والقدوم.

## المناخ
المناخ شبه معتدل طوال العام وهذا من مميزات قرية تريادة الرياشية.

## معرض صور

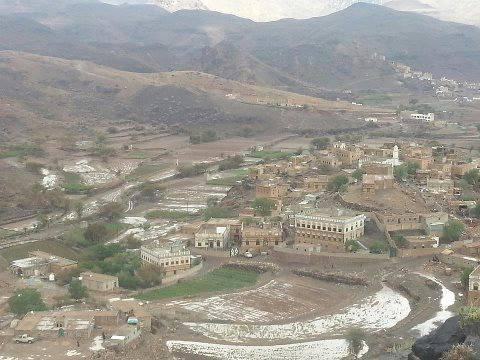
تريادة الرياشية

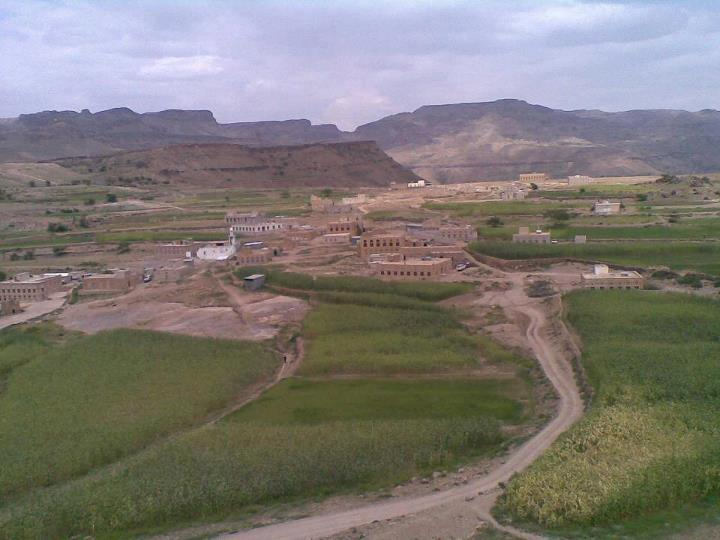
تريادة الرياشية

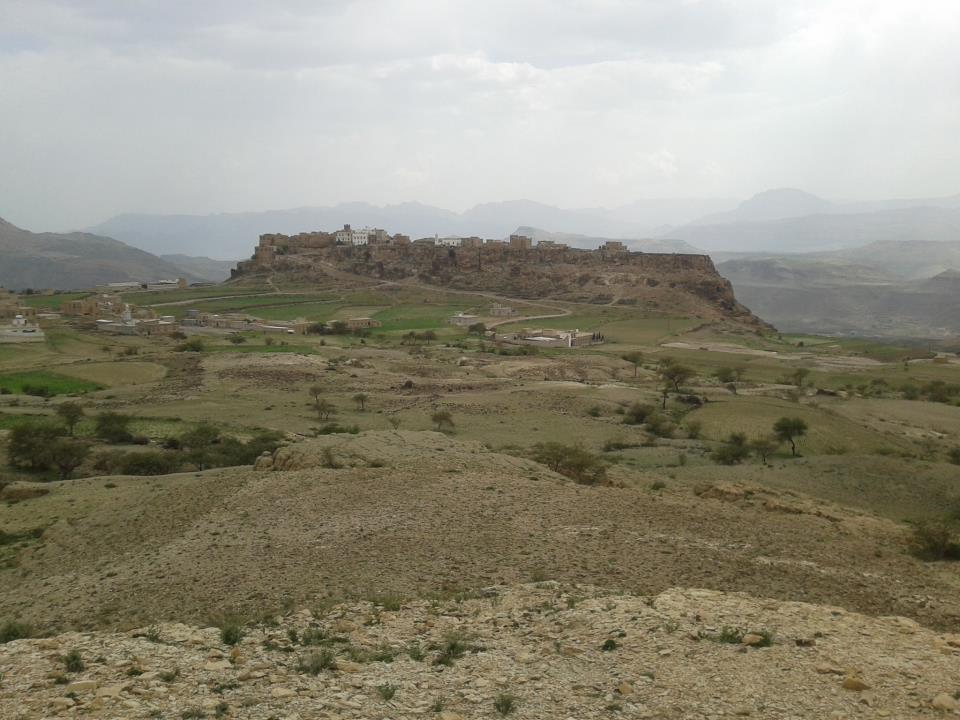
تريادة الرياشية

## بعض الصور المعدلة الظريفة

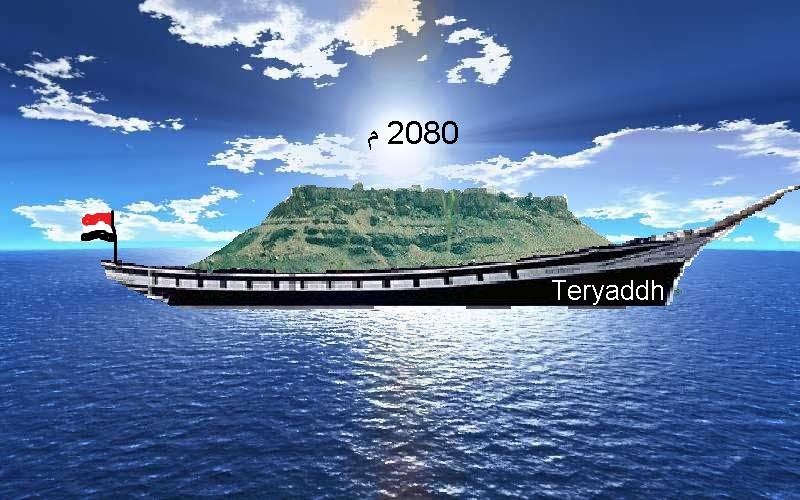
Tariadah Alrriashia

'